# Montjean, Mayenne

Montjean este o comună în departamentul Mayenne, Franța. În 2009 avea o populație de 968 de locuitori.